# 上官婉儿 (2014年电视剧)
《上官婉儿》，待播的中国大陆唐代古装电视剧，香港导演卫翰韬执导，东阳江山多娇文化传媒有限公司出品，讲述了中国历史上“女中宰相”上官婉儿的传奇人生。

## 剧情概述
本剧讲述了中国历史上唯一一位“女中宰相”上官婉儿的传奇人生。公元664年，患病的唐高宗李治不满皇后武则天专权，欲与宰相上官仪联手废黜武后，结果事败，上官仪被杀，襁褓中的孙女上官婉儿随母一起被抓入宫中为奴。上官婉儿从小在宫中饱尝艰辛，却在母亲的悉心教育下成长为秀外慧中的少女，并偶然被武则天赏识，后历经磨难，成为武则天倚重的左膀右臂。期间，上官婉儿与宰相之子裴崇光相恋，二人共同谱写了一段百转千回、生死相依的爱情故事。在武则天篡唐称帝、重用酷吏之际，上官婉儿自觉肩负起匡扶社稷、造福苍生的历史使命，与酷吏集团斗智斗勇，以过人的智慧和胆识保护了李唐宗室，最后与张柬之等人发动“神龙政变”，推翻了武则天，再造了大唐王朝。 

## 主要演员
| 演员                | 角色     | 介紹         |
| 侯梦瑶 童年：姚心怡 | 上官婉儿 |              |
| 居文沛              | 武则天   |              |
| 邱心志              | 唐高宗   |              |
| 王仁君              | 裴崇光   |              |
| 卢 勇               | 裴炎     |              |
| 李東瀚              | 来俊臣   |              |
| 马启光              | 薛绍     |              |
| 吴春燕              | 萧淑妃   |              |
| 徐小飒              | 太平公主 |              |
| 林伊婷              | 贺兰容儿 |              |
| 刘 越               | 许典正   |              |
| 田宇鹏              | 李显     |              |
| 刘学义              | 武三思   | 武則天侄子   |
| 许 多               | 沛国夫人 | 上官婉儿母亲 |
| 马 藜               | 紫烟     |              |
| 刘 爽               | 绮云     |              |
| 任妍麒              | 嫣然     |              |
| 郭云齐              | 薛怀义   |              |
| 于小琬                | 蔷薇     |              |
| 杨叙辰              | 若兰     |              |
| 高 海               | 李贤     |              |
| 钟楚曦              | 韦团儿   |              |

## 制作
2013年10月16日在横店影视城开机拍摄，2014年2月14日杀青。
2017年4月6日取得广电总局发行许可证，其制作公司也变更为河南电影电视制作集团有限公司。

## 电视剧歌曲
| 曲序 | 曲目           |
| ---- | -------------- |
| 1.   | 无题（片头曲） |
| 2.   | 无题（片尾曲） |
| 3.   | 无题（插曲）   |